# Écluse de Newbury

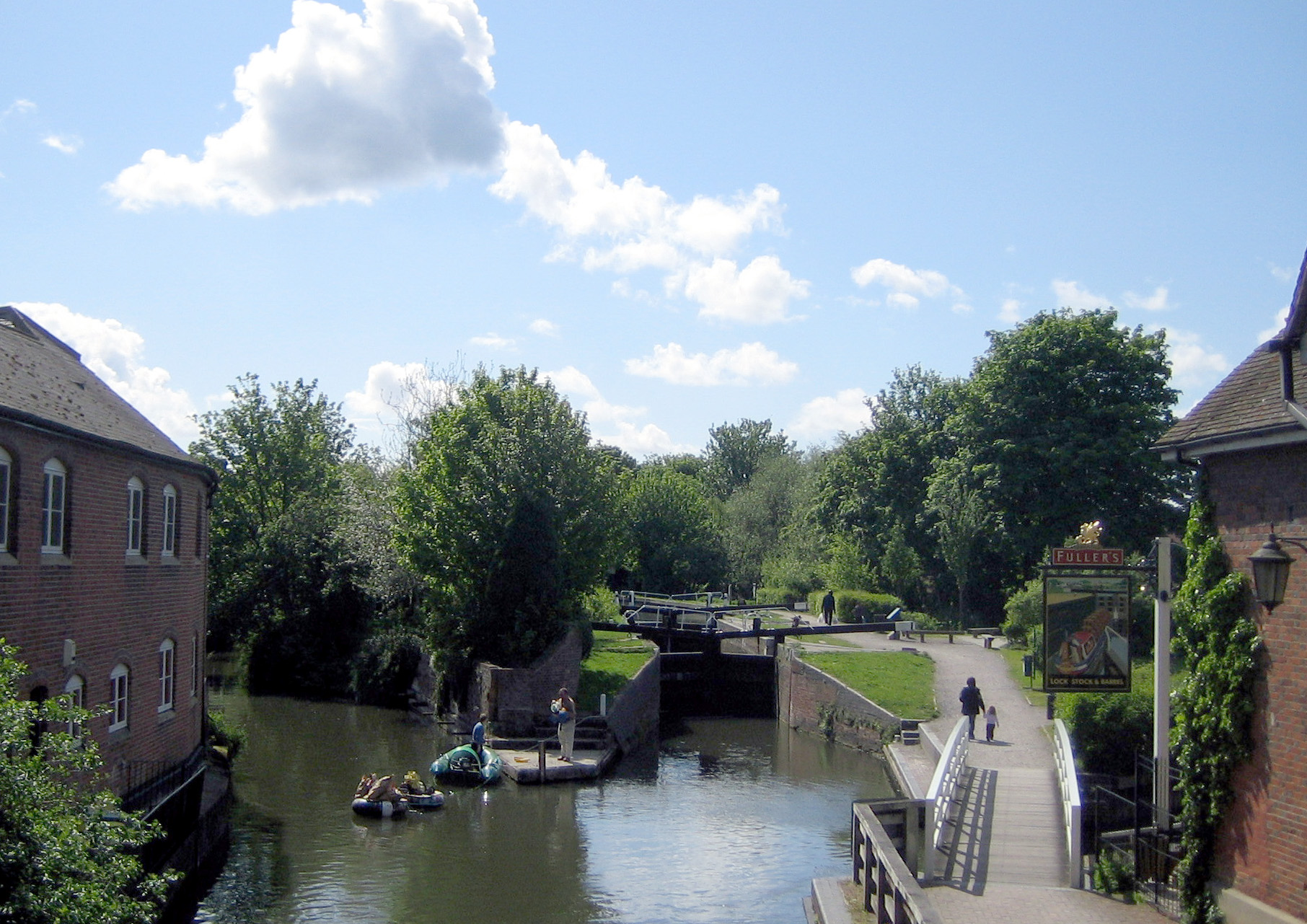
L'écluse de Newbury vue depuis le pont Water Bridge

L’écluse de Newbury est une écluse sur le canal Kennet et Avon, située à Newbury, dans le Berkshire, en Angleterre.
L'écluse de Newbury a été construite entre 1718 et 1723 sous la direction de l'ingénieur John Hore de Newbury. Le canal est administré par la British Waterways. L’écluse permet de franchir un dénivelé de 1,07 m (3 pi 6 po).
Cet ouvrage est classé grade II. Les murs de briques sont recouverts avec de la pierre de Bath et sont plus larges au sommet qu'à la base afin contrer les dégâts dus au gel.